# Aname warrego
Aname warrego (лат.) — вид пауков рода Aname из семейства Anamidae (Mygalomorphae). Эндемик Австралии.

## Описание
Пауки среднего размера, длиной около 2 см, красновато-коричневые (брюшко серовато-коричневое). Самцов A. warrego можно отличить от всех видов, для которых известны самцы, за исключением A. briggsi, A. eddieorum, A. hughenden, A. longitheca, A. mulgana, A. rupicola и A. aurensis по умеренному или крупному размеру тела (длина карапакса > 4,0 мм), наличию длинного эмболюса (длина эмболюса / длина бульбуса > 1,5), который имеет относительно широкую базальную часть, сужающуюся в утонченную, извилистую дистальную часть примерно через 0,4 длины, и отсутствию заметной острой пятки на метатарсусе I (как у A. pallida -complex). Самцов A. warrego можно отличить от самцов A. aurensis, A. briggsi, A. hughenden, A. mulgana и A. rupicola по наличию голени I, которая остается примерно такой же ширины от проксимального конца до основания большеберцового шпора при виде сбоку. Самцов A. warrego можно отличить от самцов A. eddieorum и A. longitheca по наличию более тонкой пальповой голени (длина/ширина пальповой голени > 3). Самки неизвестны.

## Таксономия и этимология
Вид был впервые описан в 2025 году австралийскими арахнологами Джереми Уилсоном с коллегами. Включён в состав видового комплекса A. eddieorum-complex, который включает 9 описанных видов: Aname aurensis, A. briggsi, A. dingo, A. eddieorum, A. hughenden, A. longitheca Raven, 1985, A. mulgana, A. rupicola и A. warrego. Видовое название «warrego» — это существительное в дополнении, указывающее на распространение этого вида в водосборном бассейне реки Варрего, в хребте Карнарвон (Квинсленд).

## Распространение
Австралия (штат Квинсленд).